# Hymenia nigerrimalis
Hymenia nigerrimalis is een vlinder uit de familie van de grasmotten (Crambidae), uit de onderfamilie van de Spilomelinae. De wetenschappelijke naam van deze soort is voor het eerst gepubliceerd in 1900 door George Francis Hampson.
De soort komt voor in Christmaseiland.